# سن نیکولا لا استرادا
سن نیکولا لا استرادا (به ایتالیایی: San Nicola la Strada) یک کومونه در ایتالیا است که در استان کسرتا واقع شده‌است.

## خصوصیات
سن نیکولا لا استرادا ۴٫۷ کیلومترمربع مساحت و ۲۱٬۷۴۶ نفر جمعیت دارد و ۵۸ متر بالاتر از سطح دریا واقع شده‌است.